# Umeclidiniumbromid
Umeclidiniumbromid ist ein Arzneistoff aus der Gruppe der langwirksamen Muskarinrezeptorantagonisten (LAMA), der zur Behandlung von chronisch obstruktiver Lungenerkrankung (COPD) eingesetzt wird. Es wird in Kombination mit anderen Wirkstoffen wie Vilanterol oder Fluticason in Form von Pulverinhalatoren verabreicht.

## Entwicklung und Zulassung
Der Wirkstoff wurde von GlaxoSmithKline (GSK) entwickelt und unter den Handelsnamen Incruse Ellipta und Anoro Ellipta erstmals 2014 in der Europäischen Union zugelassen.

## Pharmakologie
Umeclidiniumbromid wirkt als selektiver Antagonist an den muskarinischen Acetylcholinrezeptoren (M3-Rezeptoren) in den Atemwegen. Durch die Blockade dieser Rezeptoren wird eine Entspannung der glatten Bronchialmuskulatur erreicht, was die Atemwege erweitert (Bronchodilatation). Dies führt zu einer verbesserten Atmung bei Patienten mit obstruktiven Atemwegserkrankungen.
Die Wirkung von Umeclidiniumbromid setzt innerhalb weniger Stunden nach Inhalation ein und hält bis zu 24 Stunden an, was eine einmal tägliche Anwendung ermöglicht.
Als kompetitiver Antagonist blockiert Umeclidiniumbromid die muskarinischen Acetylcholinrezeptoren in der glatten Muskulatur der Bronchien. Dies verhindert die durch den Parasympathikus vermittelte Kontraktion der Bronchialmuskulatur.

## Anwendungsgebiete
Umeclidiniumbromid wird zur symptomatischen Behandlung der COPD eingesetzt. Es ist nicht zur Behandlung von akuten Bronchospasmen oder als Notfallmedikation geeignet.
Kombinationspräparate
- Umeclidiniumbromid/Vilanterol: Eine Kombination mit einem langwirksamen Beta-2-Sympathomimetikum (ATC R03AL03).[5]
- Umeclidiniumbromid/Fluticason/Vilanterol: Eine Dreifachkombination mit einem inhalativen Glukokortikoid und einem langwirksamen Beta-2-Sympathomimetikum (ATC R03AL08).[6]

## Nebenwirkungen
Zu den häufigen Nebenwirkungen zählen Mundtrockenheit, Nasopharyngitis und Harnwegsinfektionen. Schwere Nebenwirkungen wie paradoxe Bronchospasmen sind selten.

## Handelsnamen
Monopräparat: Incruse Ellipta
Kombinationspräparate: Anoro Ellipta (in Kombination mit Vilanterol).